# Mio Shinozaki
Mio Shinozaki (født 12. september 1991 i Kawasaki, Japan) er en japansk basketballspiller, der spiller som guard for Fujitsu Red Wave. Hun er kendt for sin deltagelse i 3x3-basketball ved OL 2020 i Tokyo, hvor hun repræsenterede Japan. I denne turnering blev Japan nummer fem, hvilket var en bemærkelsesværdig præstation på hjemmebane. 
Shinozaki har spillet en central rolle i Japans 3x3-hold og har deltaget i flere nationale og internationale turneringer. Hendes position som guard gør hende til en vigtig spiller i angrebet, og hendes teknik og hurtighed er anerkendt på både nationalt og internationalt niveau. Hun spiller i øjeblikket for Fujitsu Red Wave, en af de mest succesfulde basketballklubber i Japan.  

## Karriere og OL 2020
Mio Shinozaki deltog i 3x3-basketballturneringen ved Sommer-OL 2020 (afholdt i 2021 på grund af COVID-19-pandemien) i Tokyo. Turneringen, som var den første af sin art ved et OL, viste sig at være en stor udfordring, og Shinozaki og hendes holdkammerater spillede nogle intense og hårde kampe. Japan sluttede som nummer fem, hvilket var en imponerende præstation, da konkurrencen var meget stærk.  
Shinozaki har også spillet for flere klubber i Japan og har markeret sig som en af landets bedste spillere i 3x3-basketball. Hendes klub, Fujitsu Red Wave, er kendt for at fostre talenter og være en af de mest konkurrencedygtige i den japanske basketballliga.  

## Eksempler på turneringer og præstationer
- OL 2020 (Tokyo) – 5. plads i 3x3-basketball[12]
- Flere nationale og internationale 3x3-turneringer